# 渡辺守順
渡辺 守順（わたなべ もりみち/しゅじゅん、1925年12月5日 - ）は、日本の仏教史学者、国文学者、叡山学院名誉教授。姓は旧字体で渡邊とも書かれる。
滋賀県出身。大正大学文学部国文科卒業。滋賀県立彦根東高等学校教諭、滋賀県立能登川高等学校教諭、滋賀県立東大津高等学校教諭、四天王寺国際仏教大学教授、叡山学院教授。2002年名誉教授。

## 著書
- 『比叡山 文学散歩』白川書院 1963
- 『近江路・琵琶湖 文学と史跡』白川書院 京都ポケット叢書 1967
- 『近江路・若狭路 カラー』山と渓谷社 山渓カラーガイド 1970
- 『高校生の作文上達法』文一出版 1973
- 『西国三十三所巡礼』白川書院 1976
- 『伝教大師最澄のこころと生涯』雄山閣出版 1977
- 『万葉集の時代』教育社歴史新書　1978
- 『郷土歴史人物事典滋賀』第一法規出版 1979
- 『近江商人』教育社歴史新書 1980
- 『僧兵盛衰記』三省堂選書 1984　吉川弘文館、2016
- 『近江の文学碑を歩く』日比野渥美写真 国書刊行会 1985
- 『最澄百話 伝教大師』東方出版 1987
- 『京極道誉 バサラ大名の生涯』新人物往来社 1990
- 『説話文学の叡山仏教』和泉書院 1996
- 『比叡山延暦寺 世界文化遺産』吉川弘文館 歴史文化ライブラリー 1998
- 『仏教文学の叡山仏教』和泉書院 2005
- 『仏教文学の天台』近江文化会 2013
- 『滋賀の伝説と民話』近江文化会 2014
- 『近江文芸風土記』近江文化会 2015

### 編共著・監修
- 『女子高校生の就職作文』編 文一出版 1968
- 『滋賀県の歴史』原田敏丸共著 山川出版社 県史シリーズ 1972
- 『近江の伝説』編著 第一法規出版 1974
- 『近江麻布史』近江麻布史編さん委員会編 本文・解説 雄山閣出版 1975
- 『続・近江むかし話』小牧実繁,徳永真一郎,中島千恵子,品矢静雄共監修 滋賀県老人クラブ連合会編 洛樹出版社 1977
- 『写真集明治大正昭和八日市 ふるさとの想い出189』編 国書刊行会 1981
- 『写真集明治大正昭和彦根 ふるさとの想い出312』編 国書刊行会 1985
- 『比叡山』木内堯央,天納傳中,坂本広博,武覚超,水上文義共著 法蔵館 1987
- 『西国巡礼歌諺註』編 和泉書院 1992
- 『湖東の今昔 保存版』監修 郷土出版社 2005

## 論文
- ＜渡邊守順